# Římskokatolická farnost Pohořelice
Římskokatolická farnost Pohořelice je územní společenství římských katolíků ve městě Pohořelice s farním kostelem sv. Jakuba Staršího.

## Území farnosti
- Pohořelice s farním kostelem sv. Jakuba Staršího
- Cvrčovice s filiálním kostelem svatého Jakuba Staršího

## Historie
K 1. lednu 2006 byla zrušena farnost Cvrčovice a k farnosti Pohořelice bylo přičleněno její území zahrnující obec Cvrčovice.

## Duchovní správci
Od 1. srpna 2012 byl farářem R. D. Mgr. Jaroslav Svoboda, který zemřel 21. ledna 2022. Dne 1. srpna 2022 se pohořelickým farářem stal R. D. Ing. Martin Kohoutek.

## Bohoslužby
| Kostel                     | Místo      | Bohoslužba (den)    | Hodina                                              | Poznámka        |
| -------------------------- | ---------- | ------------------- | --------------------------------------------------- | --------------- |
| kostel sv. Jakuba Staršího | Cvrčovice  | sobota středa       | 17.00 (zima)/18.00 (léto) 16.00 (zima)/17.00 (léto) | filiální kostel |
| kostel sv. Jakuba Staršího | Pohořelice | neděle středa pátek | 9.30 17.00 16.30 (zima)/17.00 (léto) pro děti       | farní kostel    |

## Aktivity farnosti
Výuka náboženství se koná ve škole, ve farnosti probíhá příprava na svátost biřmování.
Dnem vzájemných modliteb farností za bohoslovce a bohoslovců za farnosti brněnské diecéze je 6. říjen. Adorační den připadá na 27. března.
Ve farnosti se pravidelně pořádá tříkrálová sbírka. V roce 2015 se při ní vybralo 55 558 korun. Při sbírce v roce 2016 činil výtěžek v Pohořelicích 66 357 korun, ve Cvrčovicích 13 205 korun. V roce 2019 koledníci vybrali v Pohořelicích 90 083 korun, ve Cvrčovicích 18 018 korun.